# سرخیو بلانکو

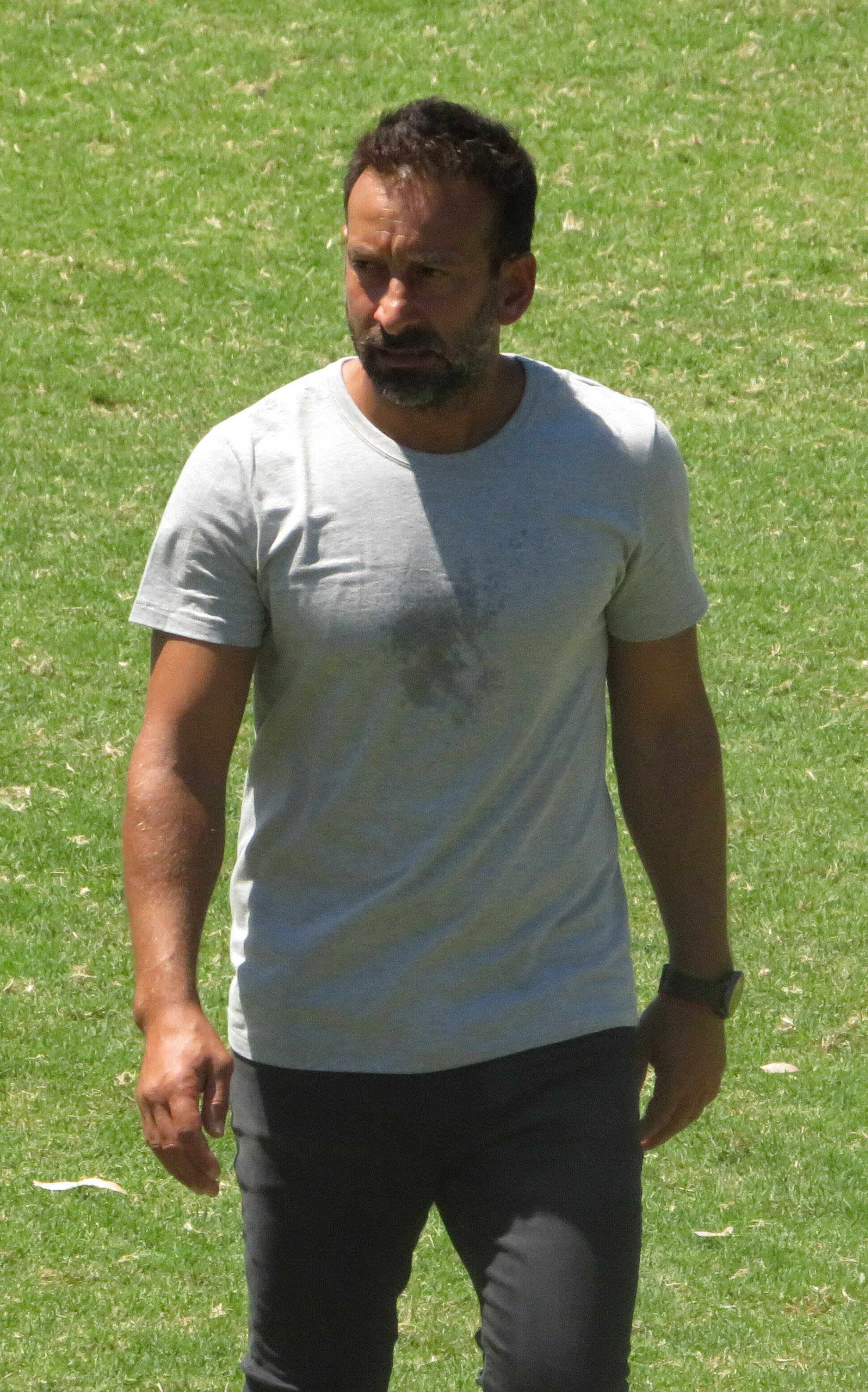
سرخیو بلانکو - ۲۰۲۳

سرخیو بلانکو (انگلیسی: Sergio Blanco؛ زادهٔ ۲۵ نوامبر ۱۹۸۱) بازیکن فوتبال اهل اروگوئه است.
از باشگاه‌هایی که در آن بازی کرده‌است می‌توان به باشگاه فوتبال ناسیونال اروگوئه، باشگاه فوتبال شانگهای گرینلند شنهوآ، باشگاه فوتبال کرتارو، باشگاه فوتبال آمریکا، باشگاه فوتبال مونته‌ویدئو واندررز، باشگاه فوتبال مونته‌ویدئو واندررز، باشگاه فوتبال مونته‌ویدئو واندررز، تیم ملی فوتبال اروگوئه، و باشگاه فوتبال مونته‌ویدئو واندررز اشاره کرد.
وی همچنین در تیم ملی فوتبال Uruguay بازی کرده‌است.